# 志纪站
志纪站（日语：／ Shiki eki */?）是位于大阪府八尾市志紀町，屬於西日本旅客铁道（JR西日本）關西本線的鐵路車站。

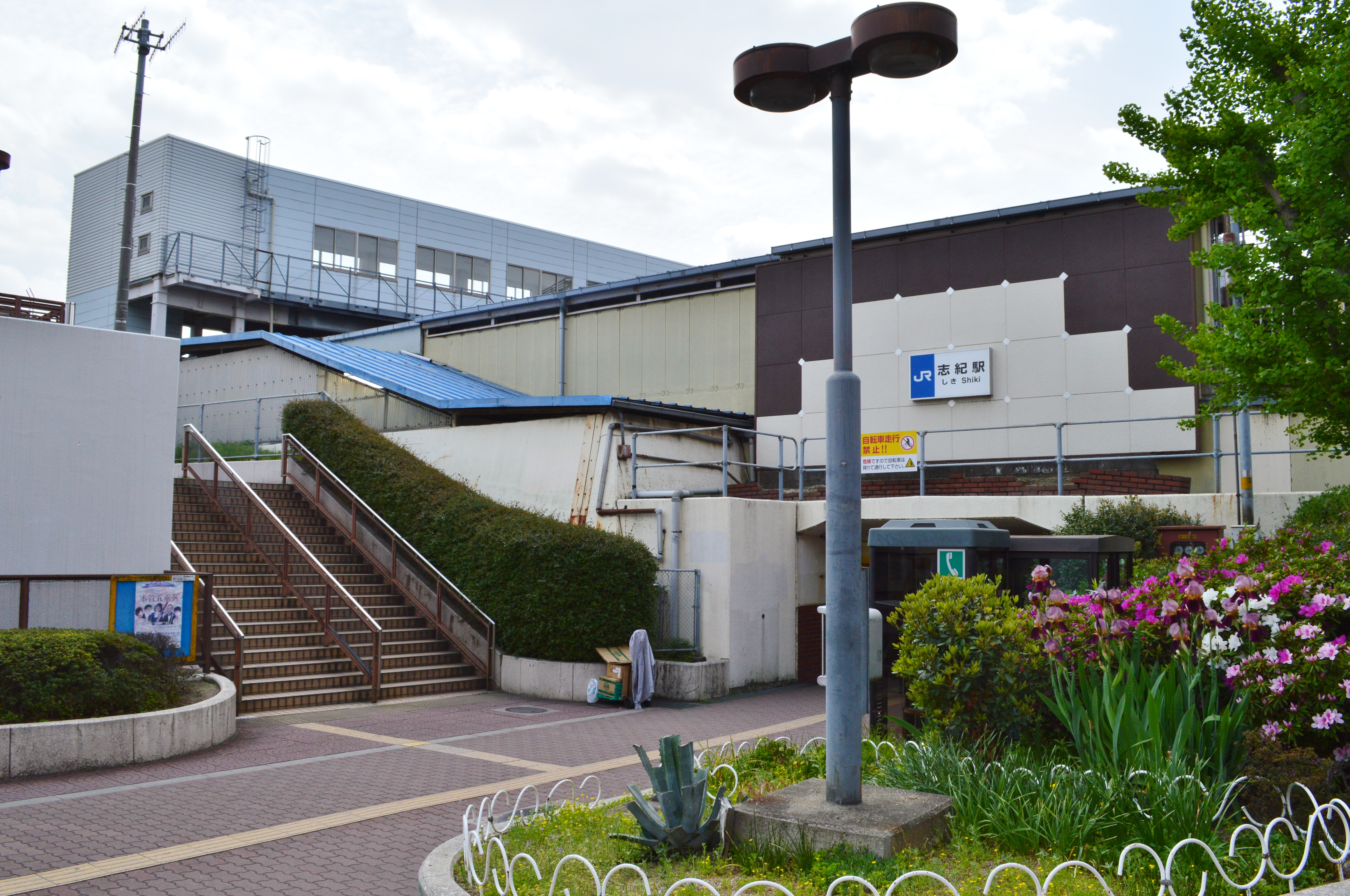
東口（2017年4月）

## 历史
- 1909年
  - 4月1日 - 作为铁道院蒸汽动车专用停车站，在柏原站与八尾站间投入运营[2]。
  - 10月12日 - 线路名称制定，成为关西本线车站。
- 1946年 - 由于缺少燃料，车站停止运营。
- 1961年10月11日 - 在脇田幾松（初代八尾市长）的推进下，八尾市出资建设站房，重新投入使用[3]。
- 1987年4月1日 - 国铁分割民营化后成为JR西日本车站。百济站被日本货物铁道接管。
- 1988年3月13日 - 线路爱称大和路线开始使用。
- 1992年11月1日 - 绿色窗口投入使用。
- 2003年11月1日 - 支持使用ICOCA[4]。
- 2009年10月4日 - 大阪环状、大和路线运行管理系统开始使用。
- 2018年
  - 3月12日 - 开始使用车站编号[5]。
  - 11月30日 - 绿色窗口最后一日营业。
  - 12月1日 - 绿色自动售票机开始使用。

## 车站结构
此站為侧式站台2台2线的地上车站，月台之间透過跨线桥连接。此站為直营站，並且可使用ICOCA。

### 站台
| 站台 | 路线     | 方向 | 目的地                   | 参考  |
| ---- | -------- | ---- | ------------------------ | ----- |
| 1    | 大和路線 | 上行 | 王寺、奈良、高田方向     | [ 6 ] |
| 2    | 大和路線 | 下行 | 天王寺、JR難波、大阪方向 | [ 6 ] |

## 使用情况
根据大阪府统计年鉴2017年1日平均乘车人数10,716。
| 年度   | 1日平均 乗車人数 |
| ------ | ---------------- |
| 1997年 | 11,061           |
| 1998年 | 10,965           |
| 1999年 | 10,833           |
| 2000年 | 10,735           |
| 2001年 | 10,602           |
| 2002年 | 10,387           |
| 2003年 | 10,563           |
| 2004年 | 10,643           |
| 2005年 | 10,804           |
| 2006年 | 10,865           |
| 2007年 | 10,770           |
| 2008年 | 10,885           |
| 2009年 | 10,652           |
| 2010年 | 10,849           |
| 2011年 | 10,879           |
| 2012年 | 10,856           |
| 2013年 | 10,934           |
| 2014年 | 10,666           |
| 2015年 | 10,856           |
| 2016年 | 10,774           |
| 2017年 | 10,716           |

## 相鄰車站
西日本旅客鐵道
 大和路線（關西本線）
■大和路快速、■直通快速、■快速、■区間快速
通过
■普通
柏原（JR-Q27）－志纪（JR-Q26）－ 八尾（JR-Q25）

## 外部連結
- 志紀｜車站資訊：JR出門網 - 西日本旅客鐵道